# Postgebäude Riesstraße 53
Das alte Postgebäude Riesstraße 53 in der niedersächsischen Gemeinde Ritterhude stammt aus dem ersten Drittel des 20. Jahrhunderts. Aktuell (2025) wird es als Sozialstation und ambulante Krankenpflege der Gemeinde genutzt.
Das Gebäude steht unter Denkmalschutz (siehe auch Liste der Baudenkmale in Ritterhude).

## Geschichte und Beschreibung
Die in Ritterhude geborenen Gebrüder Ries wanderten in den 1860er Jahren nach Amerika aus und gründeten mit ihrem dort erworbenen Vermögen mehrere Stiftungen zur Verschönerung und Verbesserung der Stadt Ritterhude. Von 1912 bis 1933 ließen sie aus Mitteln dieser Stiftungen sechs Gebäude (Turnhalle, Apotheke, Rathaus, Pfarrhaus mit Konfirmandensaalgebäude, Riesschule, Postgebäude) errichten.
Das zweigeschossige traufständige verklinkerte Gebäude auf Sockel, mit ziegelgedecktem Walmdach und mit drei Giebelgauben, wurde 1933 nach Plänen von Regierungsbaumeister Friedrich August Wilhelm Schuckmann (Bremen) gebaut, aus Mitteln der Geschwister Ries. Die symmetrischen Fassaden wurden gestaltet durch einen mittigen rundbogigen Eingang mit dem von Pfeilern getragenem Vorbau, davor eine Freitreppe und eine spätere seitliche Rampe sowie darüber ein Balkon mit gusseiserner Brüstung. In Rotstein wurden das Gesimse und die Lisenen ausgeführt. Die städtische Apotheke wurde später zum Verwaltungsgebäude der Gemeinde umgebaut.
Das Landesdenkmalamt befand u. a.: „… Backsteinbau in leicht expressionistischer Formgebung …“
Der Architekt Friedrich Schuckmann hat in Ritterhude entworfen: Apotheke (1926), Rathaus (1928), Pfarrhaus (1929), Riesschule (1930) und Postgebäude (1932/33).
Die Deutsche Post unterhält aktuell (2025) eine Filiale in Ritterhude, Riesstraße 76.